# His First Flame
His First Flame è un film statunitense del 1927, diretto da Harry Edwards, con Harry Langdon.

## Trama
Harry non si rende conto che la sua promessa sposa Ethel è interessata solo ai suoi soldi, come essa confessa candidamente alla sorella Mary, che invece ammira sinceramente il giovane uomo. Inoltre Harry è sconsigliato a compiere tale passo dallo zio pompiere Amos McCarthy, che una serie di disavventure hanno reso misogino, e a nulla vale l’esempio del ménage famigliare tutt’altro che idilliaco del suo amico Hector.
Amos pone in salvo Ethel da un incendio, e quest’ultima, in piena ammirazione per il suo salvatore, lo bacia. Harry e Mary hanno assistito alla scena, e mentre Harry è profondamente sconsolato, Mary escogita uno stratagemma per conquistare Harry: simula un incendio, al quale il giovane accorre, e dal quale, dopo una serie di inconvenienti, salva la ragazza.